# Tarsleds kyrkoruin

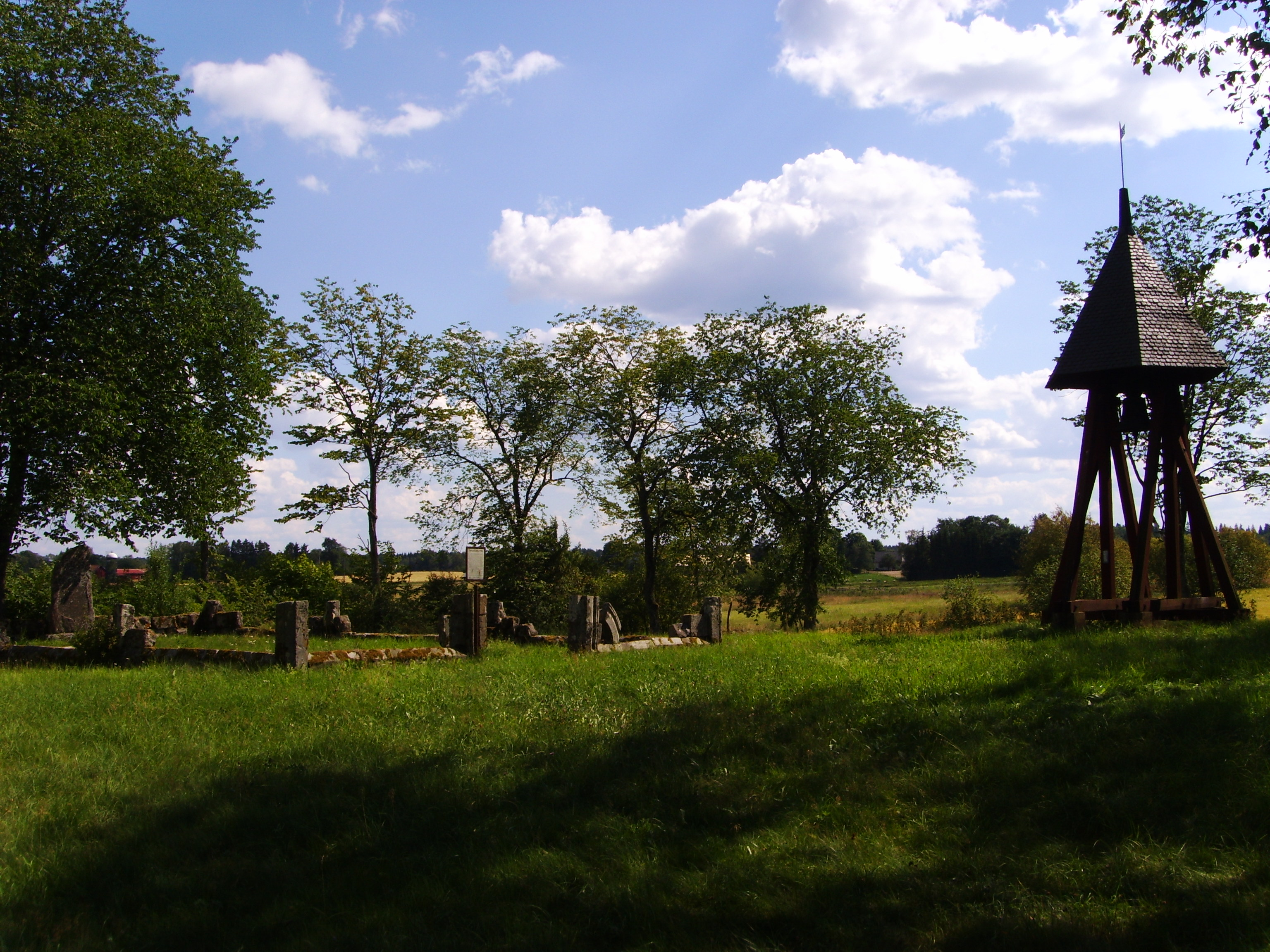
Tarsleds kyrkoruin med den nyuppförda klockstapeln.

Tarsleds kyrkoruin ligger i de nordvästra delarna av Herrljunga kommun. Den var tidigare församlingskyrka i Tarsleds församling, Skara stift.

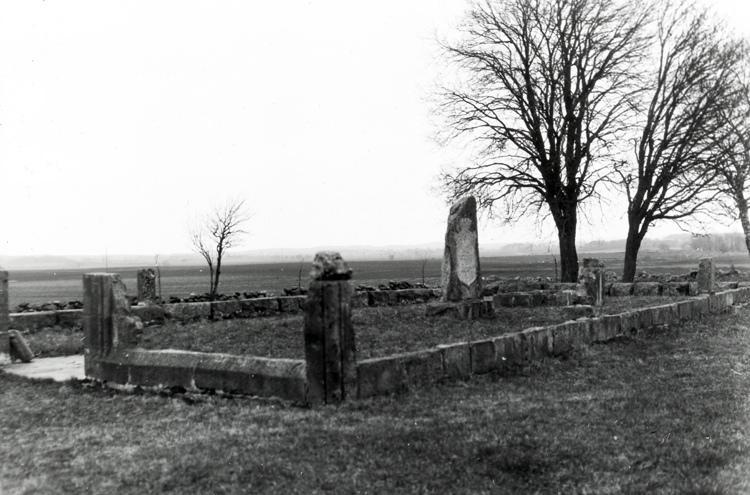
Kyrkoruinen 1925.

## Kyrkobyggnaden
Tarsleds kyrka uppfördes i sandsten på 1100-talet. Den hade långhus som var åtskiljt från koret med en triumfbåge. Långhuset hade byggts till i väster, så att kyrkan var pastoratets största. Fönster fanns endast i söder. 
Kyrkan revs 1863 då man uppfört en för Tarsleds och Herrljunga församling gemensam kyrka. 
Idag finns det en stensättning som utvisar den forna kyrkans storlek och läge. År 1909 restes även en minnessten med inskriften:  ”Till minne av Tarsleds kyrka, uppförd sannolikt på 1100-talet. Nedriven 1863. Församlingsbor reste stenen 1909.” Den gamla kyrkan hade en klockstapel och 1956 uppfördes en ny klockstapel med skiffertak på platsen. Den invigdes samma år av biskop Sven Danell.

## Inventarier
- Kyrkklockan överfördes till Herrljunga kyrka.

## Bilder

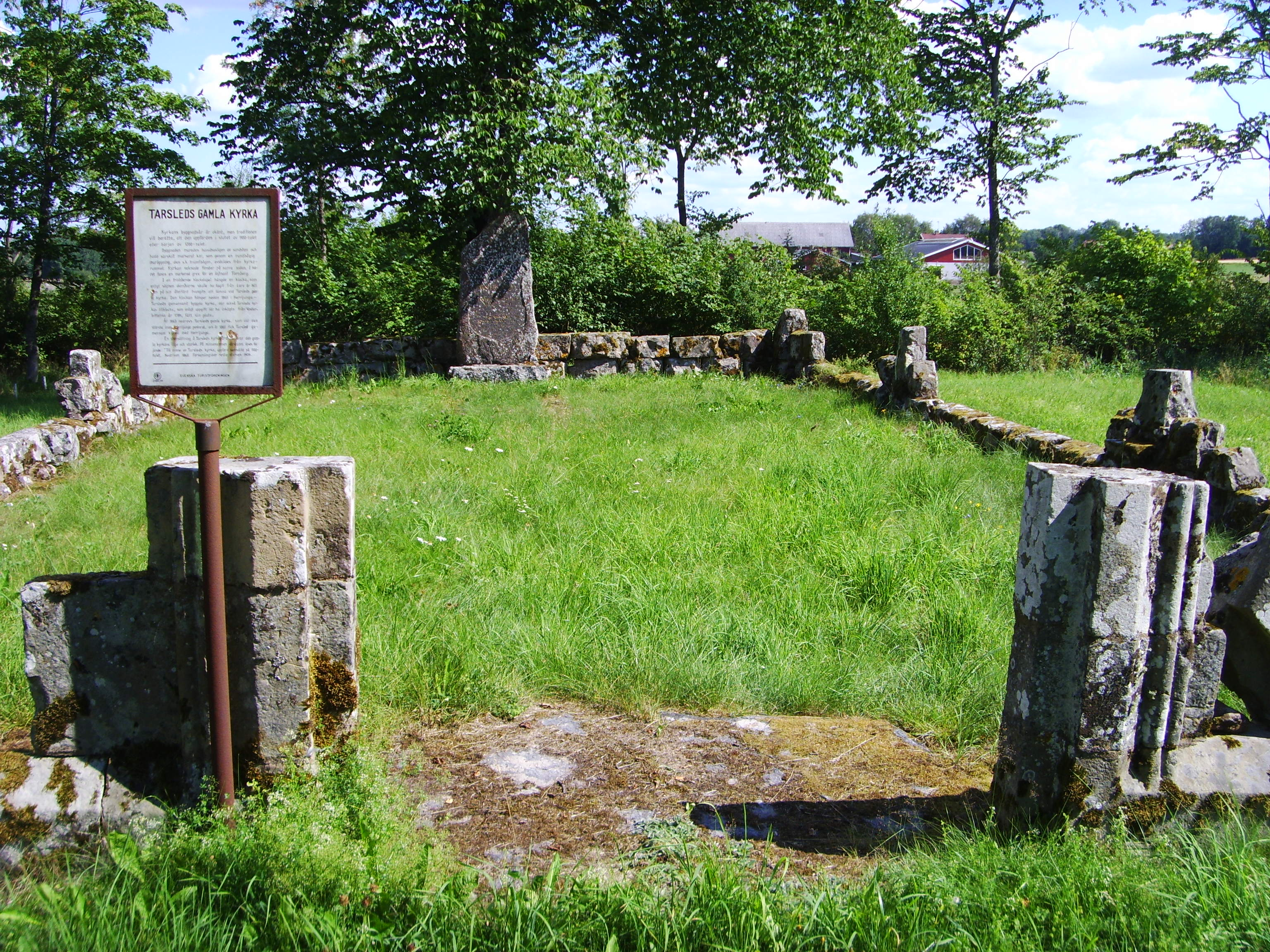
Entré
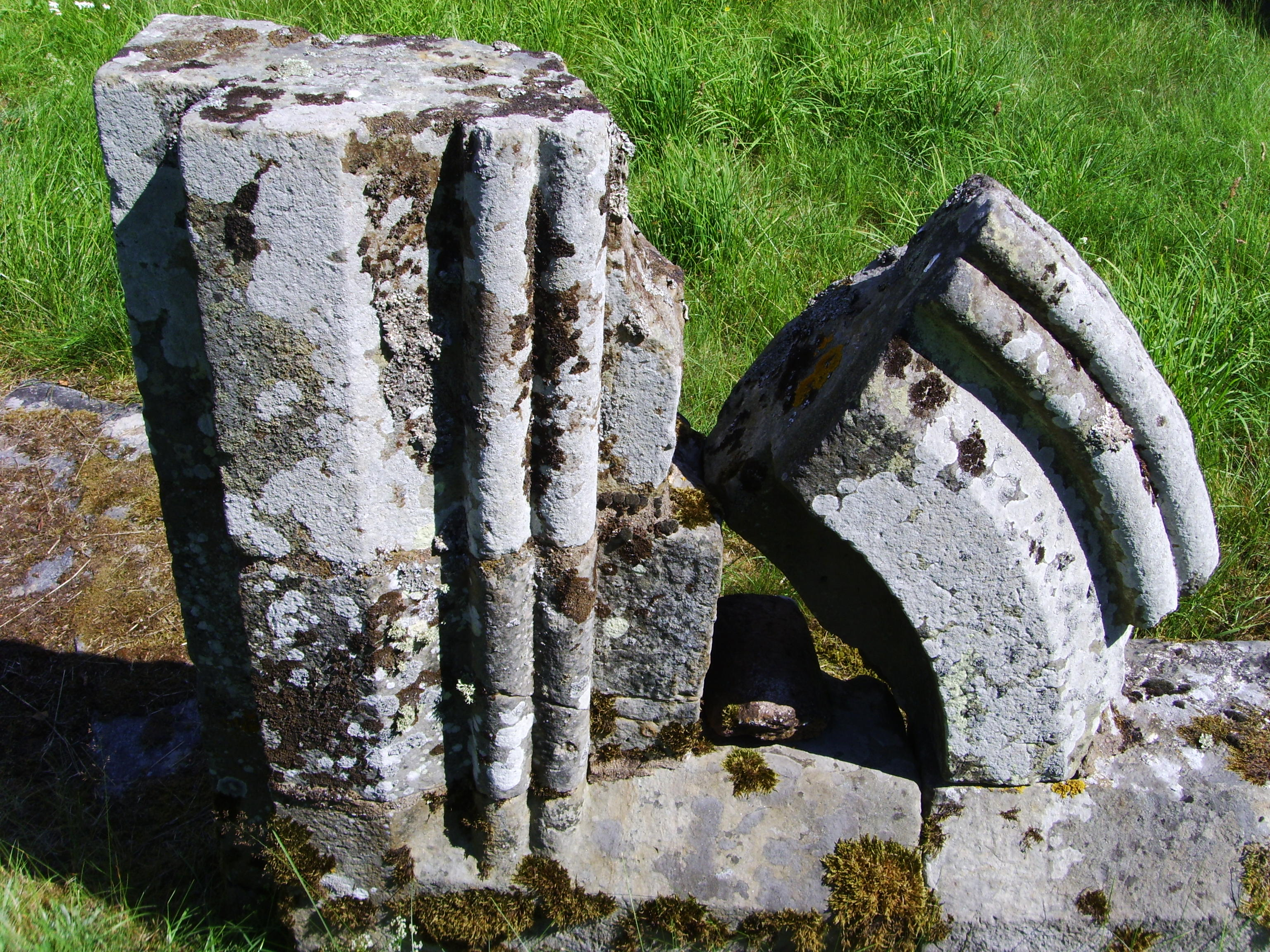
Ruindel
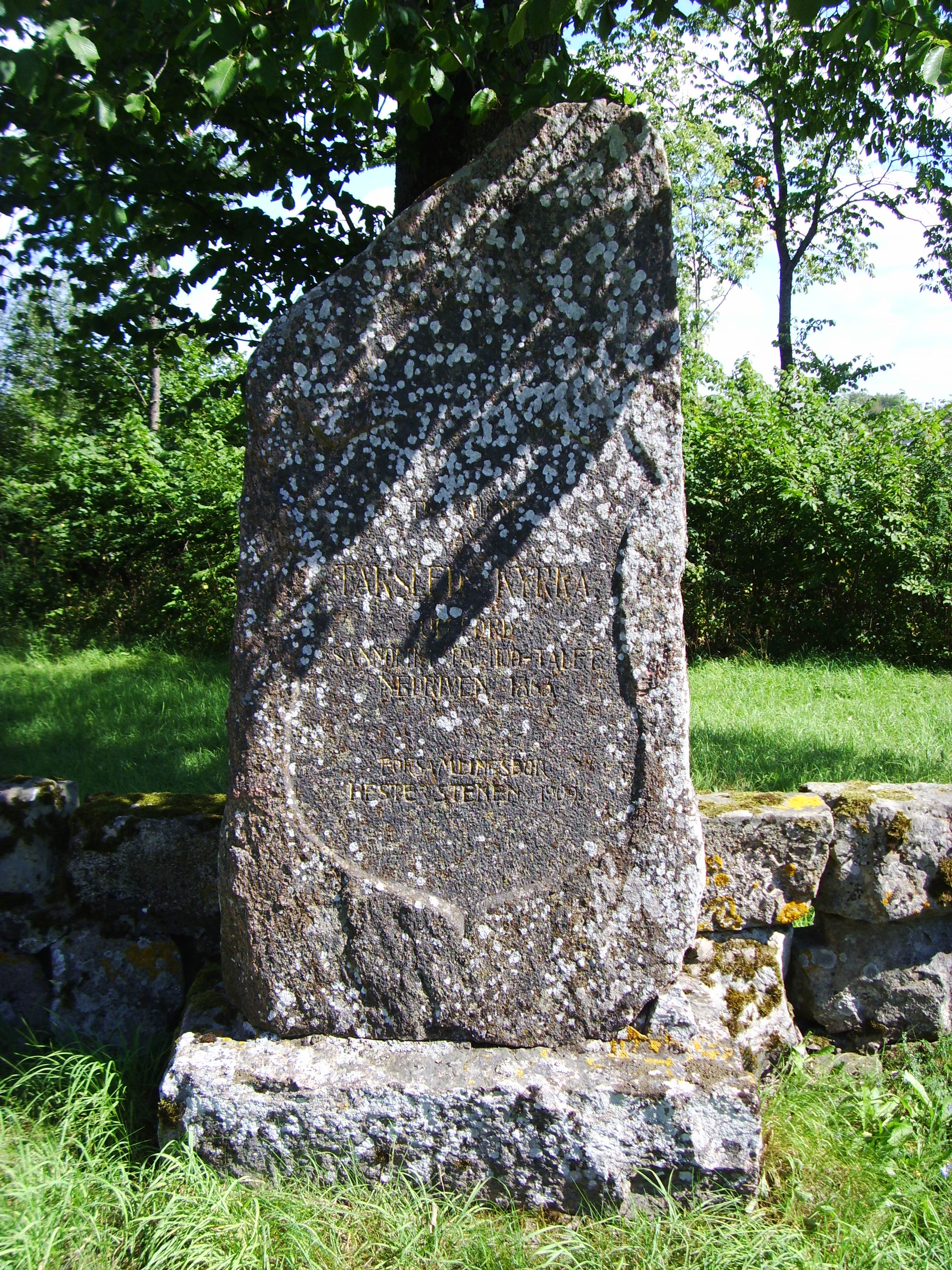
Minnesstenen
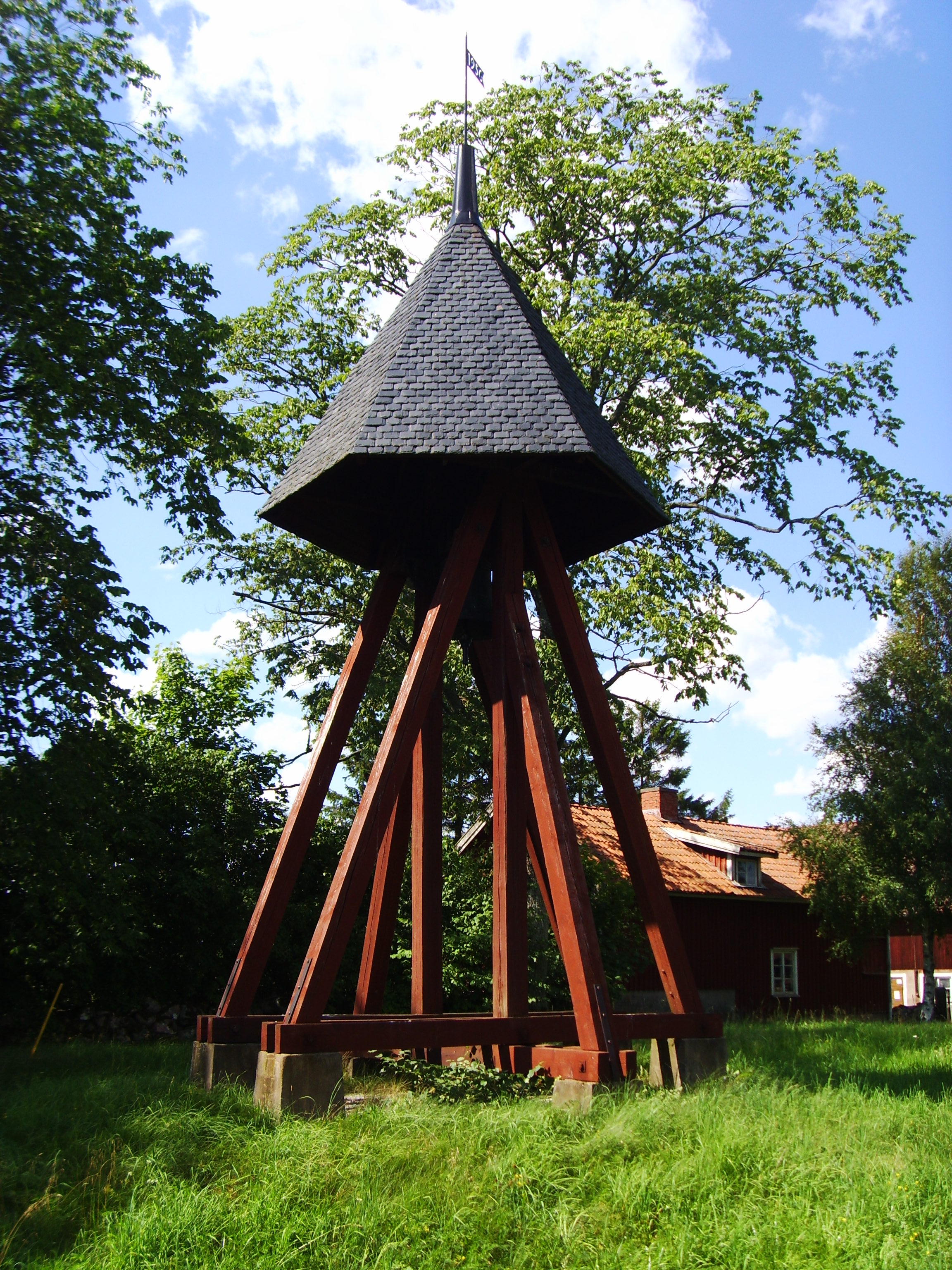
Klockstapeln